# Baril
Baril je stará jednotka objemu používaná v zemích pod vlivem španělštiny. Její velikost se lišila v jednotlivých oblastech.

## Převodní vztahy
- v Argentině a Uruguayi 1 baril = 76,03 l = 256 ochava = 128 cuarta = 64 media = 32 frasco = 20 galón = 2/3 cuarterola = 1/6 pipa
- na Kubě 1 baril = 69,44 l
- na Madagaskaru 1 baril = 41,85 l
- v Paraguayi 1 baril = 96,93 l = 32 frasco = 1/6 pipa
- ve Španělsku 1 baril = 80,67 l, případně také existoval tzv. baril indický, který měl objem 80,37 l